# La Vie en rose
A La Vie en rose című dal címe (szabad fordításban: „Az élet rózsaszín szemüvegen át”) Édith Piaf francia énekesnő 1945-ben írt sanzonja, Louiguy zeneszerző dallamával.
1944-ben folyamán merült fel az ötlet, hogy Édith Piaf maga is írjon dalt. Az első ötletét 1945-ben mutatta be zongoristájának és hangszerelőjének, Marguerite Monnotnak, de az szkeptikus volt. Piaf barátnője, Marianne Michel énekesnő viszont nagyon izgatott lett, amikor Piaf 1945 májusában az Avenue des Champs-Élysées egyik kávézójában megmutatta a dalát. Michel kissé megváltoztatta a szöveget és a címet, ugyanis volt egy La vie en rose nevű kabaré, ahol Piaf fellépett 1943 tavaszán.
A szöveg egy szerelmes férfi érzéseit írja le: „ha a karjába vesz, ha halkan megszólít, akkor a hetedik mennyországban vagyok.”
Piaf megkérte Louis Guglielmi zeneszerzőt, hogy írjon dallamot a szöveghez.

## Híres felvételek
- Andrea Bocelli
- Aoi Teshima
- Africando (szenegáli együttes)
- Angélique Duruisseau
- Amália Rodrigues
- Amanda Lear
- Aretha Franklin
- Avalon Jazz Band
- Bing Crosby
- Bob Brozman
- Bola de Nieve
- Bruno Mars
- Chloé Guerin
- Céline Dion
- Cyndi Lauper
- Danny Chan (Hong Kong)
- Dalida
- Dean Martin
- Diana Krall
- Diane Dufresne
- Donna Summer
- Émilie Simon
- Eva Lopez
- Grace Jones
- Harry James
- Plácido Domingo
- Isabelle Aubret
- In-Grid
- Iggy Pop
- Josephine Baker
- Jacqueline François
- Joyeux de Cocotier
- Jean Sablon
- Julio Iglesias
- Clémentine Célarié
- Lisa Ono
- Louis Armstrong
- Marianne Michel
- Marlene Dietrich
- Melody Gardot
- Mary Hopkin
- Ute Lemper
- Mireille Mathieu
- Michèle Torr
- Melissa Benoist
- Madonna
- Milva
- Madeleine Peyroux
- Nicole Martin
- Nilla Pizzi
- Odette Varenne
- Patricia Kaas
- Princess Erika
- Peter Kraus
- Ralph Flanagan
- Rhiannon Giddens
- Renee Olstead
- Sacha Distel
- Thalía
- Thomas Dutronc
- Trio Esperança
- KT Tunstall
- Hikaru Utada
- Tereza Késovija
- Victor Young
- Valérie Carpentier
- Yves Montand
- Zaz

## Film
2007-ben zenés életrajzi film készült Édith Piaf életéről Piaf (eredeti francia címén: La Môme) címmel, amelyben többször felcsendül ez a dal is. A film rendezője Olivier Dahan volt, a főszerepben Marion Cotillard látható. A francia-cseh-brit koprodukcióban készült alkotás világpremierje 2007. február 8 volt a Berlini Nemzetközi Filmfesztiválon. Cotillard alakítását a legjobb női főszereplőnek járó Oscar-, César-, BAFTA, és Golden Globe-díjjal ismerték el.